# Parafia Wszystkich Świętych w Bychawce
Parafia Wszystkich Świętych w Bychawce – parafia rzymskokatolicka, znajdująca się w archidiecezji lubelskiej, w dekanacie bychawskim.

## Zasięg parafii
Do parafii należą wierni z następujących miejscowości: Abramów, Bychawka Pierwsza, Bychawka Druga, Bychawka Trzecia, Bychawka Druga-Kolonia, Bychawka Trzecia-Kolonia,  Iżyce, Osowa-Kolonia, Osowa, Pawłów, Tuszów, Wierciszów.